# 三原武憲
三原 武憲（みはら たけのり）は、日本の男性アニメ監督・演出家。動画工房所属。

## 参加作品

### 監督作品
2011年
- 星空へ架かる橋（監督・絵コンテ・演出・OP絵コンテ/演出・ED絵コンテ/演出）

2013年
- ラブリームービー いとしのムーコ（監督）

2014年
- ラブリームービー いとしのムーコ Season2（監督）

2015年
- ガンバレー部NEXT!（監督）

2022年
- ちいかわ（シリーズディレクター・絵コンテ・演出・総作画監督・原画）

### 絵コンテ・演出など
1983年
- ユニコ 魔法の島へ（原画）

2003年
- それいけ!アンパンマン ルビーの願い（原画）

2004年
- げんしけん（演出（2話・6話・11話））
- 鉄人28号（絵コンテ（19話））
- Φなる・あぷろーち（演出（5話・8話））

2005年
- ガラスの仮面 第2作（4話・8話→絵コンテ兼任、11話・17話）演出

2007年
- しゅごキャラ!（演出（25話・31話・40話→絵コンテ兼任、46話））
- ぼくらの（絵コンテ・演出（11話））

2008年
- しゅごキャラ!!どきっ（絵コンテ（75話・81話・89話））

2009年
- グイン・サーガ（演出（4話））
- しゅごキャラ!!!どっきどき（演出（16話→絵コンテ兼任、20話））
- 夢色パティシエール（演出（18話））

2010年
- 学園黙示録 HIGHSCHOOL OF THE DEAD（演出（11話））
- 真・恋姫†無双 〜乙女大乱〜（演出（6話・11話））

2012年
- ドットハック セカイの向こうに（絵コンテ）
- ハイスクールD×D（絵コンテ・演出（7話））
- キングダム（演出（7話））
- ゆるゆり♪♪（絵コンテ・演出（3話・7話））

2013年
- 琴浦さん（絵コンテ（2話・7話））
- GJ部（絵コンテ（3話・7話））
- 恋愛ラボ（絵コンテ（2話・6話・8話・11話））
- 魔界王子 devils and realist（絵コンテ（5話））

2015年
- ダイヤのA（絵コンテ（71話・82話））
- ミカグラ学園組曲（絵コンテ（4話・8話））
- 干物妹!うまるちゃん（絵コンテ（5話））

2017年
- ガヴリールドロップアウト（絵コンテ（2話・6話））

2018年
- うちのメイドがウザすぎる!（絵コンテ（5話））

2020年
- 池袋ウエストゲートパーク（絵コンテ（5話））